# Omar Mascarell
Omar Mascarell González, né le 2 février 1993 à Santa Cruz de Tenerife, est un footballeur espagnol qui évolue au poste de milieu de terrain au RCD Majorque.

## Biographie

### En club

#### Débuts et formation (1998-2010)
Originaire des Îles Canaries, Omar Mascarell passe son enfance sur l'île de Tenerife et y commence le football à l'âge de 5 ans, à l'UD Santa Cruz. Il part ensuite jouer à l'UD Tegueste et au CD Laguna, deux clubs proches de l'agglomération de Santa Cruz de Tenerife.

#### Real Madrid (2010-2016)
Repéré en 2010 par le Real Madrid, le club merengue le rapatrie en métropole.
Il dispute son premier match professionnel le 1er juin 2013, lors de la dernière journée de Liga face à Osasuna (victoire 4-2). Ce sera son seul match avec l'équipe première du Real Madrid.
Le 6 août 2014, il est prêté pour une saison au club anglais de Derby County. 
Le 3 août 2015, il est prêté au Real Sporting de Gijón.

#### Eintracht Francfort (2016-2018)
Le 6 juillet 2016, il s'engage avec l'Eintracht Francfort pour trois saisons.
En juin 2018, le Real Madrid active sa clause de rachat d'un montant de 4 millions d'euros, espérant ainsi faire une plue-value sur une éventuelle revente.

#### Schalke 04 (depuis 2018)
Le 28 juin 2018, il s'engage jusqu'en juin 2022 avec Schalke 04, pour un transfert d'un montant de 10 millions d'euros.
Les débuts avec Schalke sont compliqués, entre blessures, irrégularité, et les choix de Domenico Tedesco, il est très peu utilisé lors de la première partie de saison. Le licenciement de Tedesco et le retour de Huub Stevens en mars change la donne, il finit la saison en tant que titulaire et Schalke termine la saison sur une décevante 14ème place.
La saison suivante est différente avec l'arrivée de David Wagner au poste d'entraîneur. Le technicien américano-allemand le replace devant la défense dans un milieu à trois et en fait un titulaire indiscutable, faisant de lui le joueur le plus utilisé à la trêve.
Le 4 janvier 2019, à la suite de l'officialisation du départ d'Alexander Nübel pour le Bayern Munich, il est promu capitaine de Schalke par David Wagner.

### En sélection
Omar Mascarell reçoit une sélection avec l'Équipe d'Espagne des moins de 18 ans en 2011.

## Statistiques
| Saison                | Club                  | Championnat           | Championnat | Championnat | Championnat | Coupe(s) nationale(s) | Coupe(s) nationale(s) | Coupe(s) nationale(s) | Compétition(s) continentale(s) | Compétition(s) continentale(s) | Compétition(s) continentale(s) | Compétition(s) continentale(s) | Total | Total | Total |
| Saison                | Club                  | Division              | M.          | B.          | P.d.        | M.                    | B.                    | P.d.                  | Comp.                          | M.                             | B.                             | P.d.                           | M.    | B.    | P.d.  |
| 2012-2013             | Real Madrid           | Liga                  | 1           | 0           | 0           | -                     | -                     | -                     | C1                             | -                              | -                              | -                              | 1     | 0     | 0     |
| 2013-2014             | Real Madrid           | Liga                  | -           | -           | -           | -                     | -                     | -                     | C1                             | -                              | -                              | -                              | 0     | 0     | 0     |
| Sous-total            | Sous-total            | Sous-total            | 1           | 0           | 0           | -                     | -                     | -                     | -                              | -                              | -                              | -                              | 1     | 0     | 0     |
| 2014-2015             | Derby County (prêt)   | Championship          | 23          | 0           | 1           | 7                     | 0                     | 0                     | -                              | -                              | -                              | -                              | 30    | 0     | 1     |
| 2015-2016             | Sporting Gijón (prêt) | Liga                  | 26          | 0           | 1           | 2                     | 0                     | 0                     | -                              | -                              | -                              | -                              | 28    | 0     | 1     |
| 2016-2017             | Eintracht Francfort   | Bundesliga            | 28          | 0           | 0           | 5                     | 0                     | 1                     | -                              | -                              | -                              | -                              | 33    | 0     | 1     |
| 2017-2018             | Eintracht Francfort   | Bundesliga            | 9           | 1           | 0           | 3                     | 1                     | 0                     | -                              | -                              | -                              | -                              | 12    | 2     | 0     |
| Sous-total            | Sous-total            | Sous-total            | 37          | 1           | 0           | 8                     | 1                     | 1                     | -                              | -                              | -                              | -                              | 45    | 2     | 1     |
| 2018-2019             | Schalke 04            | Bundesliga            | 14          | 0           | 2           | 2                     | 0                     | 0                     | C1                             | 3                              | 0                              | 0                              | 19    | 0     | 2     |
| 2019-2020             | Schalke 04            | Bundesliga            | 23          | 0           | 1           | 3                     | 0                     | 0                     | -                              | -                              | -                              | -                              | 26    | 0     | 1     |
| 2020-2021             | Schalke 04            | Bundesliga            | 24          | 1           | 1           | 2                     | 0                     | -                     | -                              | -                              | -                              | -                              | 26    | 1     | 1     |
| Sous-total            | Sous-total            | Sous-total            | 61          | 1           | 4           | 7                     | 0                     | 0                     | -                              | 3                              | 0                              | 0                              | 71    | 1     | 4     |
| 2021-2022             | Elche CF              | La Liga               | 32          | 0           | 0           | -                     | -                     | -                     | -                              | -                              | -                              | -                              | 32    | 0     | 0     |
| 2022-2023             | Elche CF              | La Liga               | 26          | 0           | 1           | 2                     | 0                     | 0                     | -                              | -                              | -                              | -                              | 28    | 0     | 1     |
| Sous-total            | Sous-total            | Sous-total            | 58          | 0           | 1           | 2                     | 0                     | 0                     | -                              | 0                              | 0                              | 0                              | 60    | 0     | 1     |
| 2023-2024             | RCD Majorque          | La Liga               | 17          | 0           | 0           | 4                     | 0                     | 0                     | -                              | -                              | -                              | -                              | 21    | 0     | 0     |
| Total sur la carrière | Total sur la carrière | Total sur la carrière | 221         | 2           | 7           | 30                    | 1                     | 1                     | -                              | 3                              | 0                              | 0                              | 254   | 3     | 8     |

## Palmarès
| Real Madrid                                      | Eintracht Francfort (1)                                         |
| ------------------------------------------------ | --------------------------------------------------------------- |
| - Championnat d'Espagne : - Vice-champion : 2013 | - Coupe d'Allemagne (1) : - Vainqueur : 2018 - Finaliste : 2017 |